# Церква Різдва Пресвятої Богородиці (Зборів)
Церква Різдва Пресвятої Богородиці в Зборові — парафія і храм греко-католицької громади Зборівського деканату Тернопільсько-Зборівської архієпархії Української греко-католицької церкви в місті Зборів Тернопільського району Тернопільської области.

## Історія церкви
З нагоди 350-річчя Зборівської битви громада Зборова вирішила відновити храм Різдва Пресвятої Богородиці на історичному Білому Березі. Існують свідчення, що на цьому місці до битви стояла церква.
У 1999 році, з приходом на парафію о. Степана Шкамата, духовне життя активізувалося. Біля встановленого хреста почали проводити богослужіння, а поруч розпочалося будівництво каплиці.
21 вересня 1999 року в новозбудованій капличці була відслужена перша Свята Літургія. Каплицю споруджували парафіяни під керівництвом В. Мартюка, В. Боднара, М. Ленара, І. Грицая.
20 серпня 2000 року з благословення вікарія Зборівської єпархії о. Василя Івасюка було закладено наріжний камінь під будівництво храму. Будівництво тривало понад 12 років за підтримки парафіян та меценатів.
30 грудня 2012 року митрополит Василій Семенюк освятив храм і відслужив у ньому першу Святу Літургію.
При храмі діють Вівтарна дружина і спільнота «Матері в молитві» (з 2009 року).

## Парохи
- о. Степан Шкамат (з 1999).